# サン・ジョルジョ・マッジョーレ聖堂 (ヴェネツィア)
サン・ジョルジョ・マッジョーレ聖堂（イタリア語: Basilica di San Giorgio Maggiore）はイタリア、ヴェネツィアのサン・マルコ広場の対岸にある、ベネディクト会の教会である。表記は「サン・ジョルジョ・マッジョーレ教会」とも。
現在の建物はアンドレーア・パッラーディオにより設計され、1566年から1610年にかけ同名の島に建設された。

## 歴史

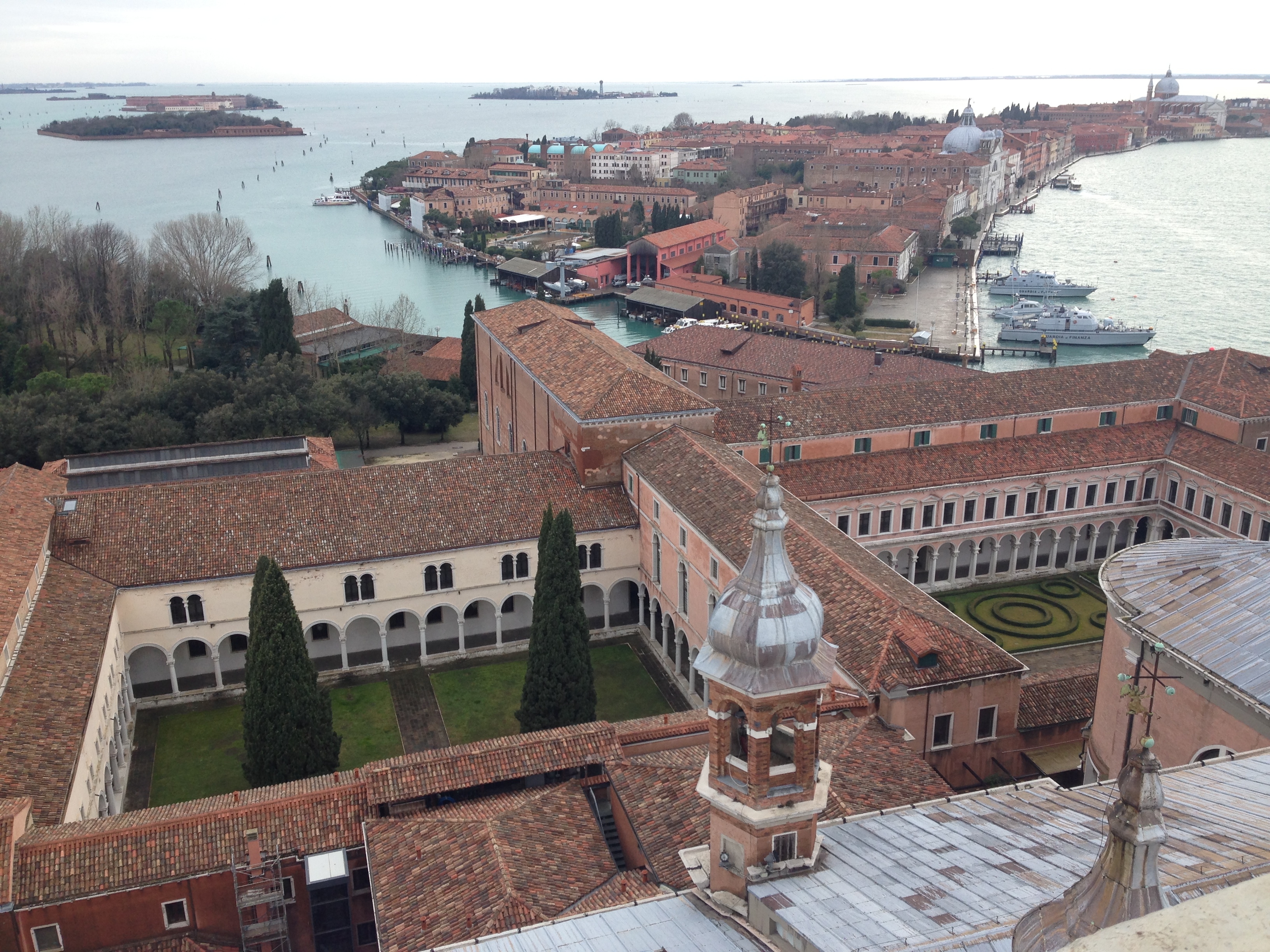
最上部からの眺め

790年頃に最初の教会の建設が始まり、982年に島全体をヴェネツィア共和国の総督Tribuno Memmoの命令によりベネディクト会へ与えられた。ベネディクト会は修道院として使用していたが、1223年の地震により建物全体が崩壊してしまう。
地震後に修道士の手により教会は再建されたが、1565年にアンドレーア・パッラーディオの手により大幅な改修がなされるようになり、新しい教会を建設することになる。1566年に承認がおり、パッラーディオが亡くなる前(1580年に死去)に完成することは出来なかったが、1575年には教会本体は完成しその後継続的に改修や内装が施され1610年に完成した。鐘楼も1791年に完成し、現在はエレベーターが設置されており最上部からはヴェネツィアの町全体を見回すことが出来る。

## 外観
教会正面は明るい白を基調としており古典主義様式をの様相を呈しているが、高さのある身廊と低い側廊をもつ教会へとうまく融合している。これは建築を担当したパッラーディオが苦心した部分であり、2つの正面部分を組み合わせた結果である。大きく広がった切妻を使った正面部分を側廊の部分まで覆い、その上に4つの巨大な柱をもった身廊の部分のみを覆う狭い切妻の正面部分を乗せることで解決している。

## 教会内部
ルネサンス建築の基本とした内部も明るい白を基調した巨大な柱や壁で構成されており、身廊は側廊を使って十字架の形状となっている。教会内部の両サイドにある聖職者席にはティントレットによる「最後の晩餐」および「マナの天降」の巨大な絵画が飾られている。礼拝堂はベネディクト会の修道士達に管理されていたため、他の教会や大聖堂など見られる礼拝堂を貴族などに売って収入を得るということをしていなかった。一部祭壇を貴族に与えていたが、派手な装飾などはされず修道士たちによる地味な装飾のみである。

## 関連する作品
- ターナー 『サン・ジョルジョ・マッジョーレ――早朝』 1819年[1]
- モネ 『サン・ジョルジョ・マッジョーレ、黄昏』 1908年[2]